# Schrankia croceipicta
Schrankia croceipicta är en fjärilsart som beskrevs av George Francis Hampson 1893. Schrankia croceipicta ingår i släktet Schrankia och familjen nattflyn. Inga underarter finns listade.